# Iris Völkner
Iris Völkner (ur. 16 października 1960 w Hamburgu) – niemiecka wioślarka, brązowa medalistka olimpijska.

## Kariera
Wystąpiła na igrzyskach olimpijskich w Los Angeles w 1984, gdzie wspólnie z Ellen Becker wywalczyła brązowy medal w dwójkach bez sternika. Uplasowały się tam o 7,90 sekundy za osadą Rumunii i o 4,44 sekundy za osadą Kanady. Na tych samych igrzyskach zajęła szóste miejsce w ósemkach. Były to jej jedyne starty olimpijskie.
Była też między innymi czwarta w dwójkach bez sternika na mistrzostwach świata w Duisburgu (1983). Razem z Ellen Becker walkę o podium przegrały z Kanadyjkami o 0,36 sekundy. W 1978 zdobyła brązowy medal w tej samej konkurencji na mistrzostwach świata juniorów w Belgradzie.. 
Ukończyła studia na kierunku wychowania fizycznego i pracowała jako nauczycielka. 